# 포두나블레구

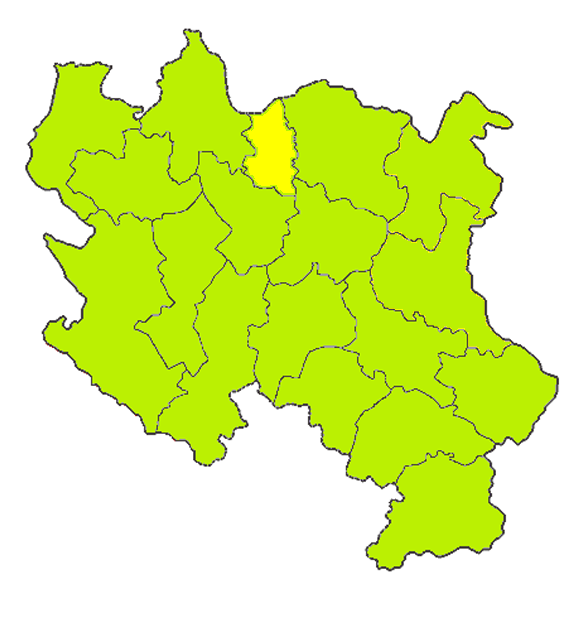
포두나블레 구의 위치

포두나블레구(세르비아어: Подунавски округ, Podunavski okrug)는 세르비아 중부에 위치한 구로 행정 중심지는 스메데레보이며 면적은 1,248km2, 인구는 210,290명(2002년 인구 조사 기준), 인구 밀도는 168.5명/km2이다.

## 지방 자치체
3개 지방 자치체와 3개 군, 55개 마을을 관할한다.
- 스메데레보 (Smederevo)
- 스메데레브스카팔란카 (Smederevska Palanka)
- 벨리카플라나 (Velika Plana)

## 인구
인구와 민족 분포는 2002년 인구 조사를 기준으로 한다.
- 세르비아인: 202,782명 (96.5%)
- 로마인: 2,541명 (1.2%)
- 마케도니아인: 555명 (0.3%)
- 유고슬라브인: 471명 (0.2%)
- 크로아티아인: 326명 (0.2%)
- 헝가리인: 186명 (0.1%)
- 루마니아인: 136명 (0.1%)
- 그 외의 민족: 3,293명 (1.4%)

| 연도  | 인구    | ±%     |
| ----- | ------- | ------ |
| 1948  | 153,039 | —      |
| 1953  | 164,975 | +7.8%  |
| 1961  | 180,122 | +9.2%  |
| 1971  | 197,205 | +9.5%  |
| 1981  | 220,425 | +11.8% |
| 1991  | 226,089 | +2.6%  |
| 2002  | 209,987 | −7.1%  |
| 2011  | 199,395 | −5.0%  |
| 출처: |         |        |

## 같이 보기
- 세르비아의 행정 구역